# 小田原漁港
小田原漁港（おだわらぎょこう）は、神奈川県・小田原市早川地先にある第3種漁港。別名「早川漁港（早川港）」。
- 管理者 - 神奈川県
- 漁業協同組合 - 小田原
- 組合員数 - 175名（2001年（平成13年）12月）
- 漁港番号 - 2130020

## 沿革
- 1950年（昭和25年） - 「小田原漁港」の防波堤工事に着手[1]。
- 1951年（昭和26年）12月13日 - 「第2種漁港」に指定[1]。
- 1957年（昭和32年） - 南防波堤・東防波堤が完成[1]。
- 1958年（昭和33年） - 内港（本港）の工事に着手[1]。
- 1968年（昭和43年）
  - 1月 - 「本港」が完成[1]。
  - 3月 - 「小田原市公設水産地方卸売市場」が開設[1]。
- 1969年（昭和44年）
  - 2月 - 「第３種漁港」に変更指定[1]。
  - 11月 - 漁港の管理が、小田原市から神奈川県に移管[1]。
  - 「新港」の整備に着手[1]。
- 1981年（昭和56年）4月 -「新港」が完成[1]。
- 1991年（平成3年）
  - 7月 - 「港の朝市」開始[1]。
  - 8月 - 「小田原みなとまつり」開始[1]。
- 1993年（平成5年）3月 - 「小田原市漁業協同組合」が発足[1]。
- 1994年（平成6年） - 「新港」の南西隣り（新港西側エリア）に「蓄養水面」を整備開始[1]。
- 2002年（平成14年） - 「特定漁港漁場整備事業」開始[1]。
- 2019年（令和元年）11月22日 - 「漁港の駅 TOTOCO小田原」開設[2]。

## 主な魚種
- アジ
- イワシ
- ウズワ（ソウダガツオ類のマルソウダ・ヒラソウダ）
- イサキ
- オシツケ（アブラボウズ）
- スミヤキ（クロシビカマス）
- ナガスミヤキ（クロタチカマス）

## 主な漁業
- 大型定置網
- 釣り（沿岸カツオ一本釣りおよびその他）
- 小型定置網
- 刺し網漁業

## 施設
- 小田原市公設水産地方卸売市場（2階 : 魚市場食堂） - 「本港」東方。
- 小田原市漁業協同組合 海業センター - 「本港」南西。「港の朝市」会場。
- 小田原漁港交流促進施設（漁港の駅 TOTOCO小田原） - 「新港」南西（新港西側エリア）の「蓄養水面」南西。

## 周辺
本港の周辺には、本港の東方にある魚市場（卸売市場）の北東周辺、特に小田原市街地方面から南下してくる「早川橋」の道路（小田原おさかな通り）の周辺を中心に、小規模ながら飲食店街が形成されており、「早川みなと商店会」が組織されている。
魚市場（卸売市場）の2階にある「魚市場食堂」以外の主な飲食店・土産物店の店舗は、以下の通り。
- 小田原さかなセンター
  - バーベキューコーナー
  - 寿司定食 いこい
  - お食事処 かいが (海鮮料理・定食)
  - ビーンズハーバー (酒・アイス)
  - 中央食品 鮮魚店 (鮮魚)
  - まぐろや (マグロ製品など)
  - まるいし商店 (水産加工品)
  - 丸焼きたこせんべい 小田原店
  - うまいもの印 (かまぼこ・干物・珍味)
  - 地素材館 (地元野菜・果物)
- ポルト・イル・キャンティ (イタリア料理)
- 海鮮丼専門 五鉄(ごてつ) 小田原店
- 地魚食堂 ふるはうす (海鮮料理・定食)
- ひもの屋 半兵衛 (干物)
- 漁師めし食堂 (海鮮料理・定食)
- まぐろ専門 かしわ水産 (マグロ料理など)
- さじるし食堂 (海鮮料理・定食)
- ぎょギョ魚の三太郎 (海鮮料理)
- 小田原水産会館
  - 港の台所 なみ (海鮮料理・定食)
  - さかな食堂 大原 (海鮮料理・定食)
  - お食事処 かご平 (海鮮料理・定食)
  - めし家 やまや (海鮮料理・定食)
  - 玉よし (玉子焼き)
  - 港のごはんやさん (海鮮料理・定食)
- 鮑屋 (水産加工品)
- わらべ菜魚洞(さいぎょどう) (海鮮料理・定食)
- 小田原 ひととせの雪 (フルーツかき氷)
- 小田原早川漁村
  - 漁師の浜焼 あぶりや
  - 海鮮丼屋 海舟 早川漁村店
  - 旨いもの屋台 (カキ・串焼き)
  - お土産処 かねよし (かまぼこ・干物など)
- 地魚回転すし 小田原港（寿司）
- 杉兼商店 早川店（水産加工品）
- イルマーレ（イタリア料理）
- 小田原のひもの 牧屋（干物）

## アクセス
- JR東海道本線 - 「早川駅」
- 国道135号線沿い箱根登山バス早川駅前バス停より徒歩1分